# ان‌جی‌سی ۷۰۱۶
ان‌جی‌سی ۷۰۱۶ (انگلیسی: NGC 7016) یک کهکشان بیضی شکل یا عدسی شکل است که در فاصله حدود ۴۸۰ میلیون سال نوری از زمین در صورت فلکی بزغاله قرار دارد  سرعت محاسبه شده این کهکشان ۱۱۰۴۶ کیلومتر بر ثانیه است. قطر NGC 7016 حدود ۱۴۰ هزار سال نوری است. کهکشان NGC 7016 توسط ستاره شناس آمریکایی، فرانسیس پرستود لیونورث، در ۸ ژوئیه ۱۸۸۵ کشف شد.